# Giancarlo Fisichella
Giancarlo Fisichella, italijanski dirkač Formule 1, * 14. januar 1973, Rim, Italija.

## Začetek dirkanja
Podobno kot večina aktualnih voznikov Formule 1, je tudi Fisichella začel v  kartingu. Leta  1992 je dirkal v italijanski Formuli 3, ki jo je leto pozneje končal kot drugi, leta 1994 pa je v njej postal tudi prvak. Nato je zapustil dirkanje z odprtimi kolesi in se preselil v mednarodno prvenstvo turnih avtomobilov, kjer je dirkal z Alfo Romeo.

## Začetek v Formuli 1
V sezoni 1996 je prestopil v Formulo 1, natančneje v ekipo Minardi, vendar pa je zanjo odpeljal le polovico sezone, kajti ekipa je potreboval denar za preživetje, zato si je Fisichellov sedež kupil bogati Italijan Giovanni Lavaggi.

## Jordan (1997)
Nato pa je Fisichella, ki so ga mnogi primerjali s Prostom, Senno ter Stewartom, dobil ponudbo ekipe Jordan za sezono 1997. Njegov moštveni kolega je bil takrat aktualni prvak Formule Nippon Ralf Schumacher. Kljub temu, da se dirkača na stezi nista preveč marala (zapravila sta kar nekaj možnosti za dobre uvrstitve) je Giancarlo sezono odpeljal zelo solidno. Tretji je bil v Montrealu, drugi v Spaju, bil pa je tudi zelo blizu zmage v Hockenheimu, vendar mu je nekaj krogov pred koncem dirke odpovedal Peugeotov motor. 

## Benetton (1998-2001)
Po uspešni sezoni pri Jordanu, je Fisichella dobival številne ponudbe dobrih moštev, vendar se je odločil za Benetton, kjer je zopet dokazal svoj talent - bil je drugi v Monaku in Montrealu in osvojil je najboljši štartni položaj na Veliki nagradi Avstrije.
Sledeči sezoni sta bili njegovi priložnosti za osvojitev prve zmage, vendar Benetton ni sestavil dovolj konkurenčnega dirkalnika. Skupaj z moštvenim kolegom Alexandrom Wurzom sta prišla le do stopničk, višje pa ni šlo. 
Nato je v sezoni 2001 francoski Renault kupil večinski delež moštva, Fisichella pa je dobil novega moštvenega kolega Jensna Buttna. Renaultovi motorji tega leta niso bili konkurenčni (dirkača sta se uvrščala v predzadnjo in zadnjo štartno vrsto), šele v drugem delu sezone je glavnemu inženirju Miku Gascoynu uspelo sestaviti soliden dirkalnik. Oba dirkača sta končala v točkah na dirki v Hockenheimu, Fisichella pa je bil v Spaju kar tretji. Po koncu sezone je moral sedež pustiti svojemu rojaku Jarnu Trulliju, sam pa se je preselil nazaj k Jordanu.

## Jordan (2002-2003)
Sledila sta 2 sezoni životarjenja pri Jordanu. V sezoni 2002 je zbral vsega 7 točk, moštvo pa je po koncu sezone zgubilo Hondine motorje, vzelo pa je nekonkurenčne Fordove. Nato je prišla dirka v Interlagosu, ki je potekala v sila deževnih razmerah. Fiscihella je taktično dobro peljal dirko, v 56. krogu je prišel v vodstvo. Nato pa se je zgodila nesreča Fernanda Alonsa in  Marka Webbra in dirka je bila prekinjena. Najprej se je Fisichella veselil svoje prve zmage, vendar so zmago kmalu po koncu pripisali Kimiju Raikkonenu. Pojavila se je  špekulacija, če je Raikkonen sploh zmagovalec, saj v primeru prekinjene dirke velja vrstni red dva kroga pred prekinitvijo. Namreč ugotovljeno je bilo, da je Fisichella začel svoj 56. krog le malo pred prekinitvijo, tako da so mu komisarji naknadno priznali zmago. V isti sezoni je bil še enkrat sedmi.

## Sauber (2004)
Njegova največja želja je bila voziti za Ferrari. V sezoni 2004 se mu je želja deloma uresničila, saj je ekipa Sauber uporabljala prav njihove motorje. Vozil je zelo konstantno, Sauberju pa je privozil tudi največ doseženih točk v sezoni.

## Renault (2005-2007)
Nato ga je k Renaultu privabil Flavio Briatore, s katerim je že sodeloval pri Benettonu, ter ga dal ob boku  Fernanda Alonsa. Že na prvi dirki sezone v Melbournu je dosegel svojo drugo zmago v karieri. V nadaljevanju sezone so ga izdajale okvare motorja in lastne napake. Kljub temu je v prvenstvu osvojil 5. mesto z 58 točkami. 
Podobno je začel tudi sezono 2006. Zmagal je na malezijski dirki. Vendar sezona je bila le nekoliko boljša, na 16 dirkah je dobil točke, sezono je končal kot četrti z 72 točkami, toda zopet daleč na sovoznikom Alonsom, ki je ubranil naslov prvaka. 
Po odhodu Fernanda Alonsa po sezoni 2006 k McLarnu, je za sezono 2007 postal prvi dirkač moštva, v ekipi pa je dirkal skupaj z debitantom Heikkijem Kovalainenom. Toda po dobrem začetku, ga je Kovalainenom kar zasenčil, saj je Fisichella v drugem delu sezone dosegel le eno uvrstitev med dobitnike točk. Skupno je dosegel osmo mesto v prvenstvu z enaindvajsetimi točkami.

## Force India in Ferrari (2008-2009)
Fisichella je pred začetkom sezone 2008 prestopil v novo moštvo Force India. Najboljši rezultat sezone je dosegel z desetim mestom v Španiji, kar je pomenilo, da na 18 dirkah ni dobil nobenih točk.
Podobno je začel tudi svojo drugo sezono z moštvom Force India. Na 11 dirkah ni dobil nobenih točk, najboljši rezultat pa je dosegel z devetim mestom v Monaku. Na kvalifikacijah za 12. dirko sezone v Belgiji pa se je uvrstil na najboljši štartni položaj. Dirko je končal na drugem mestu, s čimer je moštvu Force India pripeljal prve stopničke v njegovi zgodovini.
Nekaj dni po belgijski dirki je prestopil v Ferrari, kjer je na zadnjih petih dirkah sezone zamenjal poškodovanega Felipeja Masso. Na svoji prvi dirki s Ferrarijem se je v Monzi uvrstil na deveto mesto in ta rezultat je ostal njegov najboljši dosežek na petih dirkah z moštvom.
Z zaročenko Luno ima hči Carlotto in sina Christopherja.

## Dirkaški rezultati

### Pregled rezultatov
| Sezona | Serija                    | Moštvo        | Dirke         | Pole          | Zmage         | Toč           | Uvr           |
| ------ | ------------------------- | ------------- | ------------- | ------------- | ------------- | ------------- | ------------- |
| 1992   | Italijanska Formula 3     | Jolly Club    | 8             | 0             | 1             | 11            | 8.            |
| 1993   | Italijanska Formula 3     | Jolly Club    | 12            | 0             | 2             | 36            | 3.            |
| 1993   | Velika nagrada Macaa      | RC Motorsport | 1             | 0             | 0             | ?             | NC            |
| 1993   | Grand Prix de Monaco F3   | Jolly Club    | 1             | 1             | 0             | ?             | 2.            |
| 1994   | Italijanska Formula 3     | RC Motorsport | 20            | 11            | 11            | 309           | 1.            |
| 1994   | Britanska Formula 3       | RC Motorsport | 1             | 0             | 0             | 10            | 16.           |
| 1994   | Velika nagrada Macaa      | RC Motorsport | 1             | 1             | 0             | ?             | NC            |
| 1994   | Grand Prix de Monaco F3   | RC Motorsport | 1             | 1             | 1             | ?             | 1.            |
| 1994   | Masters Formule 3         | RC Motorsport | 1             | 0             | 0             | ?             | 9.            |
| 1995   | Formula 1                 | Minardi       | Testni dirkač | Testni dirkač | Testni dirkač | Testni dirkač | Testni dirkač |
| 1995   | International Touring Car | Alfa Corse 2  | 10            | 0             | 0             | 37            | 10.           |
| 1995   | Serija DTM                | Alfa Corse 2  | 12            | 0             | 0             | 30            | 15.           |
| 1996   | Formula 1                 | Minardi       | 8             | 0             | 0             | 0             | NC            |
| 1996   | Serija DTM                | Alfa Corse    | 24            | 0             | 0             | 139           | 6.            |
| 1997   | Formula 1                 | Jordan        | 17            | 0             | 0             | 20            | 8.            |
| 1998   | Formula 1                 | Benetton      | 16            | 1             | 0             | 16            | 9.            |
| 1999   | Formula 1                 | Benetton      | 16            | 0             | 0             | 13            | 9.            |
| 2000   | Formula 1                 | Benetton      | 17            | 0             | 0             | 18            | 6.            |
| 2001   | Formula 1                 | Benetton      | 17            | 0             | 0             | 8             | 11.           |
| 2002   | Formula 1                 | Jordan        | 17            | 0             | 0             | 7             | 11.           |
| 2003   | Formula 1                 | Jordan        | 16            | 0             | 1             | 12            | 12.           |
| 2004   | Formula 1                 | Sauber        | 18            | 0             | 0             | 22            | 11.           |
| 2005   | Formula 1                 | Renault       | 19            | 1             | 1             | 58            | 5.            |
| 2006   | Formula 1                 | Renault       | 18            | 1             | 1             | 72            | 4.            |
| 2007   | Formula 1                 | Renault       | 17            | 0             | 0             | 21            | 8.            |
| 2008   | Formula 1                 | Force India   | 18            | 0             | 0             | 0             | 19.           |
| 2009   | Formula 1                 | Force India   | 12            | 1             | 0             | 8             | 15.           |
| 2009   | Formula 1                 | Ferrari       | 5             | 0             | 0             | 0             | 15.           |

### Formula 1
(legenda) (odebeljene dirke pomenijo najboljši štartni položaj, poševne pa najhitrejši krog, †-uvrščen kljub odstopu)
| Leto | Moštvo                               | Šasija            | Motor                             | 1       | 2       | 3       | 4       | 5       | 6       | 7       | 8       | 9       | 10      | 11      | 12      | 13      | 14      | 15      | 16      | 17      | 18     | 19    | Prv | Toč |
| ---- | ------------------------------------ | ----------------- | --------------------------------- | ------- | ------- | ------- | ------- | ------- | ------- | ------- | ------- | ------- | ------- | ------- | ------- | ------- | ------- | ------- | ------- | ------- | ------ | ----- | --- | --- |
| 1996 | Minardi Team                         | Minardi M195B     | Ford EDM2 3.0 V8 Ford EDM3 3.0 V8 | AVS Ret | BRA     | ARG     | EU 13   | SMR Ret | MON Ret | ŠPA Ret | KAN 8   | FRA Ret | VB 11   | NEM     | MAD     | BEL     | ITA     | POR     | JAP     |         |        |       | 19. | 0   |
| 1997 | Benson & Hedges Total Jordan Peugeot | Jordan 197        | Peugeot A14 3.0 V10               | AVS Ret | BRA 8   | ARG Ret | SMR 4   | MON 6   | ŠPA 9   | KAN 3   | FRA 9   | VB 7    | NEM 11  | MAD Ret | BEL 2   | ITA 4   | AVT 4   | LUK Ret | JAP 7   | EU 11   |        |       | 8.  | 20  |
| 1998 | Mild Seven Benetton Playlife         | Benetton B198     | Playlife GC37-01 3.0 V10          | AVS Ret | BRA 6   | ARG 7   | SMR Ret | ŠPA Ret | MON 2   | KAN 2   | FRA 9   | VB 5    | AVT Ret | NEM 7   | MAD 8   | BEL Ret | ITA 8   | LUK 6   | JAP 8   |         |        |       | 9.  | 16  |
| 1999 | Mild Seven Benetton Playlife         | Benetton B199     | Playlife FB01 3.0 V10             | AVS 4   | BRA Ret | SMR 5   | MON 5   | ŠPA 9   | KAN 2   | FRA Ret | VB 7    | AVT 12  | NEM Ret | MAD Ret | BEL 11  | ITA Ret | EU Ret  | MAL 11  | JAP 14  |         |        |       | 9.  | 13  |
| 2000 | Mild Seven Benetton Playlife         | Benetton B200     | Playlife FB02 3.0 V10             | AVS 5   | BRA 2   | SMR 11  | VB 7    | ŠPA 9   | EU 5    | MON 3   | KAN 3   | FRA 9   | AVT Ret | NEM Ret | MAD Ret | BEL Ret | ITA 11  | ZDA Ret | JAP 14  | MAL 9   |        |       | 6.  | 18  |
| 2001 | Mild Seven Benetton Playlife         | Benetton B201     | Renault RS21 3.0 V10              | AVS 13  | MAL Ret | BRA 6   | SMR Ret | ŠPA 14  | AVT Ret | MON Ret | KAN Ret | EU 11   | FRA 11  | VB 13   | NEM 4   | MAD Ret | BEL 3   | ITA 10  | ZDA 8   | JAP 17  |        |       | 11. | 8   |
| 2002 | DHL Jordan Honda                     | Jordan EJ12       | Honda RA002E 3.0 V10              | AVS Ret | MAL 13  | BRA Ret | SMR Ret | ŠPA Ret | AVT 5   | MON 5   | KAN 5   | EU Ret  | VB 7    | FRA DNS | NEM Ret | MAD 6   | BEL Ret | ITA 8   | ZDA 7   | JAP Ret |        |       | 11. | 7   |
| 2003 | Benson & Hedges Jordan Ford          | Jordan EJ13       | Ford RS1 3.0 V10                  | AVS Ret | MAL Ret | BRA 1   | SMR 15  | ŠPA Ret | AVT Ret | MON 10  | KAN Ret | EU 12   | FRA Ret | VB Ret  | NEM 13  | MAD Ret | ITA 10  | ZDA 7   | JAP Ret |         |        |       | 12. | 12  |
| 2004 | Sauber Petronas                      | Sauber C23        | Petronas 04A 3.0 V10              | AVS 10  | MAL 11  | BAH 11  | SMR 9   | ŠPA 7   | MON Ret | EU 6    | KAN 4   | ZDA 9   | FRA 12  | VB 6    | NEM 9   | MAD 8   | BEL 5   | ITA 8   | KIT 7   | JAP 8   | BRA 9  |       | 11. | 22  |
| 2005 | Mild Seven Renault F1 Team           | Renault R25       | Renault RS25 3.0 V10              | AVS 1   | MAL Ret | BAH Ret | SMR Ret | ŠPA 5   | MON 12  | EU 6    | KAN Ret | ZDA DNS | FRA 6   | VB 4    | NEM 4   | MAD 9   | TUR 4   | ITA 3   | BEL Ret | BRA 5   | JAP 2  | KIT 4 | 5.  | 58  |
| 2006 | Mild Seven Renault F1 Team           | Renault R26       | Renault RS26 2.4 V8               | BAH Ret | MAL 1   | AVS 5   | SMR 8   | EU 6    | ŠPA 3   | MON 6   | VB 4    | KAN 4   | ZDA 3   | FRA 6   | NEM 6   | MAD Ret | TUR 6   | ITA 4   | KIT 3   | JAP 3   | BRA 6  |       | 4.  | 72  |
| 2007 | ING Renault F1 Team                  | Renault R27       | Renault RS27 2.4 V8               | AVS 5   | MAL 6   | BAH 8   | ŠPA 9   | MON 4   | CAN DSQ | ZDA 9   | FRA 6   | VB 8    | EU 10   | MAD 12  | TUR 9   | ITA 12  | BEL Ret | JAP 5   | KIT 11  | BRA Ret |        |       | 8.  | 21  |
| 2008 | Force India Formula One Team         | Force India VJM01 | Ferrari 056 2.4 V8                | AVS Ret | MAL 12  | BAH 12  | ŠPA 10  | TUR Ret | MON Ret | KAN Ret | FRA 18  | VB Ret  | NEM 16  | MAD 15  | EU 14   | BEL 17  | ITA Ret | SIN 14  | JAP Ret | KIT 17  | BRA 18 |       | 19. | 0   |
| 2009 | Force India Formula One Team         | Force India VJM02 | Mercedes FO108W 2.4 V8            | AVS 11  | MAL 18  | KIT 14  | BAH 15  | ŠPA 14  | MON 9   | TUR Ret | VB 10   | NEM 11  | MAD 14  | EU 12   | BEL 2   |         |         |         |         |         |        |       | 15. | 8   |
| 2009 | Scuderia Ferrari Marlboro            | Ferrari F60       | Ferrari 056 2.4 V8                |         |         |         |         |         |         |         |         |         |         |         |         | ITA 9   | SIN 13  | JAP 12  | BRA 10  | ABU 16  |        |       | 15. | 8   |